# Podvodna eksplozija
Podvodna eksplozija, poznana tudi pod kratico UNDEX, je eksplozija ki se zgodi pod površjem vode. Tip podvodne eksplozije, je lahko kemičnega ali nuklearnega izvora. Podvodne eksplozije so opredeljene po njihovih globinah pod površjem vode, saj le-ta močno vpliva na njihove učinke. 

## Učinki
Učinki podvodne eksplozije so odvisni od številnih dejavnikov. Nekateri izmed teh dejavnikov so: razdalja od eksplozije, energija eksplozije, globina ekplozije, ter globina vode.
Podvodne eksplozije so kategorizirane po globini eksplozije. Plitve podvodne eksplozije, so tiste eksplozije, pri katerih je krater ki se oblikuje na površju vode, velik v primerjavi z globino vode. Globoke podvodne eksplozije pa so tiste eksplozije, pri katerih je krater majhen v primerjavi z globino eksplozije.

### Plitva podvodna eksplozija
Primer plitve podvodne eksplozije, je nuklearni test BAKER pri atolu Bikini, ki se je zgodil julija 1946, kot del operacije Crossroads. Pri tem testu so v laguni, ki je bila globoka približno 61 metrov, sprožili 20 kilotonsko bojno glavo. Prvi učinek je bil osvetlitev vode, zaradi podvodne ognjene krogle. Naslednji učinek je bil hitro rastoč plinski mehur, ki je ustvaril udarni val, kateri je povzročil širjenje obroča, na videz temne vode na površju imenovan madež ali  slick. Temu je nato sledil rastoč obroč na videz bele vode, imenovan razpoka ali crack. Na površju se je oblikovala gomila vode in razpršila, imenovana razpršilna kupola, ki je postajala vedno bolj stebrasta medtem ko se je dvigovala. Ko je rastoč plinast mehur predrl površje vodne gladine, je ustvaril udarni val tudi v zraku. Vodna para se je v zraku zgostila, kar je posledica Prandtl-Glauertove singularnosti, pri čemer je nastal okrogel oblak, ki je označil lokacijo udarnega vala. Luknjo, ki je nastala zaradi plinskega mehurja je začela polniti voda, katera je ustvarila votel stolpec vode imenovan dimnik, kateri se je dvignil 1.800 m v zrak in predrl skozi zgornji del oblaka. Nastala je vrsta površinskih valov ki so se širili iz središča eksplozije. Prvi val je bil visok približno 29 m na razdalji 300 m od središča. Sledili so še drugi valovi in nekateri izmed teh, so bili na večji oddaljenosti od središča celo višji od prvega. Na primer, na razdalji 6.700 m od središča eksplozije, je bil deveti val najvišji pri 1,8 m. 
Zaradi gravitacije se je vodni steber zrušil na gladino vode in povzročil oblak megle, ki se je hitro širil od vznožja stebra, imenovan bazni ali osnovni val. Končna velikost osnovnega vala je bila premera 5.6 km in višine 550 m. Osnovni val se je dvignil iz površja, ter se združil z drugimi učinki eksplozije, pri čemer so nastali oblaki ki so proizvedli zmerno do močno deževje, katero je trajalo skoraj eno uro.

### Globoka podvodna eksplozija
Primer globoke podvodne eksplozije je WAHOO test, ki se je zgodil leta 1958, kot del nuklearnega testa imenovanega Operacija Hardtack. Nuklearno napravo so detonirali na globini 150 m pod površjem vode. Bilo je zelo malo dokazov o ognjeni krogli, medtem ko se je razpršilna kupola dvignila do višine 270 m. Plin iz mehurja se je prebil skozi razpršilno kupolo, pri čemer so nastali curki, ki so se izstrelili v vse smeri in dosegli višino tudi do 520 m. Bazni val je pri svoji maksimalni velikosti meril 4 km v premeru in 300 m v višino.
Višine površinskih valov, ki nastanejo kot posledica globokih podvodnih eksplozij, so večje,  saj je pri globoki podvodni eksploziji v vodo oddano več energije kot pri eksploziji v plitvi vodi.

### Drugi učinki
Rezultat, detonacije eksplozivnega naboja pod vodo, je začetni udarni val, ki z visoko hitrostjo potuje po vodi, gibanje ali izpodriv same vode in nastanek visoko tlačnega balona napolnjenega z vročim plinom. Ta balon se naglo širi, dokler plin iz mehurja ne uide skozi površje, ali pa notranji pritisk preseže pritiska vode ki ga obdaja. 
Na tej točki, kot že zgoraj omenjeno, se plinski mehur sesede sam vase kar privede spet do porasta pritiska v mehurju in porasta temperature dokler pritisk zopet ne preseže pritiska vode.
Plinski mehur se zopet razširi, vendar na manjšo velikost. Nastane sekundarni udarni val, ki ima sicer manjšo moč kot prvi, vendar pa traja dlje časa kot prvi. Z vsakim ciklom, se mehur plina pomika navzgor, dokler naposled ne uide skozi površje ali pa razpade na manjše mehurčke.
Število ciklov, čeprav načeloma nizko, je zelo težko predvideti; cikli in ostali učinki so namreč odvisni od globine eksplozije (ter vodnega pritiska), velikosti in vrste eksplozivnega naboja, ter prisotnosti, sestave in razdalje odbojnih površin kot je na primer morsko dno. Princip podvodne eksplozije se je intenzivno uporabljal pri izdelavi protiladijskih bojnih glav, saj lahko podvodna eksplozija povzroči večjo škodo kot bojna glava iste velikosti, katero uporabljajo na površju. 
Začetno poškodbo tarče povzroči prvi udarni val; ta poškodba se nato še poveča zaradi naknadnega fizičnega gibanja vode, ter ponovljenih sekundarnih udarnih valov ali eksplozije plinskega mehurja. Poleg tega, pri sprožitvi eksplozivnega naboja v smeri stran od tarče, lahko povzroči poškodbo večje površine ladijskega trupa.